# Filolaj
Filolaj iz Krotona (grč. Φιλόλαος, 470. – 390. pr. Kr.), južnoitalski grčki filozof, astronom, fizičar i matematičar, pripadnik pitagorejske škole, učenik mu je bio Arhita. 
Razvio je pitagorejsko učenje o brojevima; pojedinim elementima pripisivao je oblike geometrijskih tijela (kocka, tetraedar, oktaedar itd.). 
Učio je da Zemlja ima marginalnu ulogu u Sunčevu sustavu, a najveću je važnost pridavao «svemirskoj vatri», Hestiji, odnosno Zeusovu sjedištu, središtu kozmičkog događanja. Zagovarao je ne-geocentrički model svemira: u središtu svemira je velika vatra oko koje kruže Zemlja, Protuzemlja, Mjesec, Sunce, Merkur, Venera, Mars, Jupiter i Saturn.
Od njegovih djela ostali su sačuvani samo ulomci spisa O prirodi.

## Vanjske poveznice
- (engl.) O Filolaju (Stanford Encyclopedia of Philosophy)